# 伍德嶺
74°0′S 163°45′E / 74.000°S 163.750°E
伍德嶺（英語：Wood Ridge）是南極洲的山嶺，位於維多利亞地的博克格雷溫克海岸，屬於南十字山脈的一部分，長13公里，美國地質調查局根據測量和該國海軍的空中照片繪入地圖，現時由南極條約體系管理。